# Kilmartin
Kilmartin är en by och en civil parish på Kilmartin Burn, i kommun Argyll and Bute, i Skottland. Byn är belägen 16 km från Lochgilphead. Parish hade 536 invånare år 2011.